# Christofredo Jakob
Christfried Jakob o Christofredo Jakob (Wörnitzostheim, Baviera, Alemania, 25 de diciembre de 1866 - Buenos Aires, Argentina, 6 de mayo de 1956) , fue un médico psiquiatra, neurobiólogo, filósofo, músico y escritor alemán nacionalizado argentino. Fue el primer neurocientífico argentino, fundador de la Escuela Neurobiológica Argentino-Germana. Por disposición en 1982 del Ministerio de Salud - Centro de Investigaciones Neurobiológicas, el 17 de julio, día de la llegada de Christofredo Jakob al laboratorio recién construido en el Hospicio de las Mercedes (hoy Hospital Interdisciplinario Psicoasistencial José T. Borda) de Buenos Aires, se conmemora en ese país el "Día del Neurocientífico Argentino".
Fue profesor de Medicina, Biología y Antropología de la Universidad de Buenos Aires y de la Universidad Nacional de La Plata.

## Reseña biográfica[1]

### Infancia y juventud
Johann Leonhard Christfried Jakob o Christofredo Jakob, como es conocido en Sudamérica, llegó al mundo en un contexto de cambios acelerados y genios precursores. Desde mediados del siglo XIX, se había pronunciado el estudio sistemático del sistema nervioso: neurociencias. 
En una pequeña aldea de Baviera, Wörnitzostheim, Jakob nació el 25 de diciembre de 1866. Impulsado por sus padres, Anna Babette Körber (1841-1902) y Gottfried Jakob (1839-1905), creció y desarrolló en una intensa curiosidad por la naturaleza y las letras, pues su padre era un poeta local, quien con los años formó parte de la historia de Nördlingen y sus alrededores. El matrimonio tuvo 12 hijos, cuatro de los cuales murieron en la primera infancia, fruto de la alta mortalidad infantil de la época. En esta ciudad pasaron su infancia, en donde Christfried asistió a la Escuela Latina; y en Augsburgo, en su adolescencia, concluyó el Gymnasium St. Anna. 
Por la época, cuando el sistema educativo alemán, fuertemente humanista, incorporó a su programa de estudios la enseñanza de ciencias naturales, conoció los pensamientos de Charles Darwin (1809-1882) o Ernst Haeckel (1834-1919) e incluso los más antiguos como Immanuel Kant (1724-1804), Johann W. von Goethe (1749-1832) y Friedrich Schiller (1759-1805); personalidades que calaron muy hondo en el psiquismo del joven Jakob en lo que refiere a Filosofía natural, y con ellos comenzó a abrirse camino en lo que a futuro será sinónimo de su nombre: la neurobiología.
Con la ayuda económica de su tío materno, el médico Michael Körber (1850-1918), Christfried ingresó en 1886 a la Universidad de Erlangen-Núremberg donde estudió medicina, graduándose en 1891. Para los tiempos de Jakob en Erlangen, el claustro docente lo componían, entre otros, los profe sores: Oskar Everbusch (1853-1912), a cargo de clínica oftalmológica; Walter von Heineke (1834-1901), en cirugía; Ernst Bumm (1858-1925), Paul Zweifel (1848-1927) y Richard Frommel (1854-1912), en ginecolo gía y obstetricia; en toxicología, Richard Fleischer (1848-1909); Isidor Rosenthal (1836-1915), en fisiología; Emil Selenka (1842-1902), para zoología; Joseph von Gerlach, en anatomía; Eilhard Wiedemann (1852 1928), para física; Friedrich von Zenker (1825-1898), en anatomía patológica; Wilhelm Kiesselbach (1839-1902), en otorrinolaringolo gía; Franz Penzoldt (1849-1927), en medicina interna y farmacología; y Ernest Adolf Ludwig von Strümpell (1853 1925), en medicina interna, patología especial y terapéutica, quien además se contaba entre los docentes recién llegados.  
En consecuencia, entre los años 1886 y 1890, se formó en el centro de los cambios en materia de anatomo-fisiología, sobre todo del sistema nervioso. De ese ambiente, fruto de las experiencias de su vida de estudiante universitario, resultó una de las frases más profunda hecha por Jakob en relación con el ser humano frente al conocimiento: el microcosmos, que quiere digerir el macrocosmos como un Fausto (Chr. Jakob, 1938. La Definición científica de la Vida).
Durante su carrera universitaria, el eminente profesor Dr. Strümpell se convirtió en su mentor y, de su mano, entró al mundo de la neurología y psiquiatría, donde comenzó a orientar sus inquietudes hacia el terreno de la patología. Atraído por la histopatología, específicamente, comenzó a desentrañar, capa por capa, los complejos entramados del sistema nervioso. 
En julio de 1890, presentó su tesis:  Aortitis syphilitica (?). De la mesa examinadora formaron parte, además del decano Ever busch, los profesores Walter von Heineke, Isidor Rosenthal, Franz Penzoldt y su profesor y mentor Strümpell. El signo de interrogación en el título de la tesis de Jakob, tuvo que ver con el desconocimientos sobre el germen que provocaba la enfermedad a nivel neurológico y él formuló la hipótesis de que había elementos anatomo-patológicos incidentes en la inflación de la aorta, concluyendo en el proceso neurológico consecuente. Al año siguiente, tras obtener altas calificaciones no solo en su último trabajo sino también en todas las materias, recibió a sus 25 años de edad, con honores, su título habilitante de médico. Por su tesis obtuvo un premio de mil marcos y una beca para ampliar sus estudios en Italia. A su regreso, continuó trabajando en la Clínica Médica y Policlínica Universitaria de Erlangen dirigida por Strümpell, primero con el cargo de Segundo Asistente, entre 1892 y 1893, en la que conjugó sus intereses en anatomía patológica y el interés común con su mentor en morfología, encaminando su plan científico hacia la investigación del cerebro. En esta época, comenzó un intercambio de cartas con el neurólogo y anatomista de la Uni versidad de Frankfurt, Ludwig Edinger, quien trabajaba en la metodología del cerebro comparada de animales y humanos en términos evolutivos. Christfried, rodeado de un amplio ambiente intelectual, siempre en aprendizaje continuo, concluyó su ciclo en la ciudad universitaria con el nombramiento de Primer Asistente de Strümpell entre 1893 y 1894. 

### Vida profesional
En 1894, Jakob contrajo matrimonio con Sophie Schiffner (1870-1945). La joven pareja se muda a la ciudad de Bamberg, donde nacieron sus primeros 4 hijos: Walter (1895), Alfred (1896), Richard (1897-muere a los pocos meses de nacido) y Richard (1898). En la ciudad abre su primer consultorio como médico en trastornos nerviosos y emocionales. Christfied Jakob fue el primer neuropatólogo de Bamberg, lo que ha suscitado en las últimas décadas la recuperación histórica de su nombre.
Si bien, desde 1893, Jakob había comenzado a publicar artículos médicos y participaba en la revisión de diferentes estudios científicos, que se publicaban en la Deutsche Zeitschrift für Nerverheilkunde Leipzig (Verlag von F. C. W. Vogel), fue su primer libro de 1895, Atlas der Gesunden und Kranken Nervensystems nebst Grundriss der Anatomie, Pathologie und Therapie desselben, el que lo posiciona en el círculo científico e intelectual de la época. En 1897, publica el libro Atlas der Klinischen Untersuchungsmethodem nebst Grundriss der Klinischen Diagnostik und der speziellen Pathologie und Therapie der inneren Krankheiten. Ambos libros se tradujeron a casi una decena de idiomas. Ese mismo año también publicó junto a su mentor Neurologische Wandtafeln zum Gebrauche beim klinischen, anatomischen und physiologischen Unterricht, murales gráficos que se utilizaron en la enseñanza médica en las aulas alemanas, extendiéndose más tarde en Argentina. Al no existir por la época las neuroimágenes, ser divulgador médico requirió ser asimismo un hábil dibujante, una habilidad con la que también destacó Jakob. Desde entonces, el médico apuntaló la investigación que realizará durante el resto de su vida: las causas histopatológicas de las enfermedades mentales y la búsqueda del proceso neuroevolutivo del cerebro animal al humano.
Mientras tanto, en Argentina, por aquellos años se trabajaba en la necesidad perentoria de la actualización de los métodos de enseñanza médica. Las experiencias suscitadas por la incorporación de naturalistas que durante las últimas décadas decimonónicas llegaron al país, se replicaron en medicina para atraer versados europeos en el campo. 

#### Primer período en Argentina: 1899-1910.
En el último lustro del siglo, se había terminado de construir el Laboratorio de Anatomía Patológica del Hospicio de las Mercedes de Buenos Aires, uno de los hospitales psiquiátricos más importantes de Sudamérica, hoy Hospital Borda, a la sazón, el primer laboratorio de neurociencias de la República Argentina. Por entonces, al reciente director del nosocomio, Domingo Cabred (1859-1929), por disposición de la Universidad de Buenos Aires, se le encomendó la tarea de encontrar un médico especialista para dirigir e inaugurar el mencionado laboratorio, donde se realizaban las clases prácticas de la Facultad de Medicina. Cabred eligió al médico Max Bielschowsky (1869-1940), quien rechaza terminantemente el puesto debido a las desventajosas condiciones contractuales. Fue el profesor Ernst von Leyden (1832-1910), quien en contacto en Berlín con el encargado interino de Negocios, Ricardo Seeler, quien propuso un joven doctor Jakob para el cargo de jefe del Laboratorio de Anatomía Patológica de Buenos Aires. Informó Seeler a Cabred tal sugerencia, quien contactó al Dr. Jakob para proponerle la jefatura de este laboratorio donde se realizaban las prácticas de la carrera de medicina de la Universidad de Buenos Aires. 
El 17 de julio de 1899, Christfried Jakob llega junto a su familia al puerto de la ciudad de Buenos Aires. Se instalan en una precaria casa en los confines del predio hospitalario e inmediatamente toma su cargo. Allí vivirá la familia Jakob durante los siguientes once años y fue también el lugar donde nacieron sus últimos tres hijos: Hermann (1900), Nora (1902) y Edith (1904). 
Decidió regresar a Alemania en 1910, instalándose en los alrededores de Múnich hasta su regreso definitivo a la Argentina en 1913.
Resumen de su trabajo en el primer período argentino: constató la neurovolución de las especies; descubrió el centro visceral de los mamíferos, explicando los correlatos neurofisiológicos de la emocionalidad (Circuito de Jakob); asentó los fundamentos neurobiológicos del desarrollo psíquico de los organismos y comprobó la doble función sensomotriz de la corteza (1907-1913). Realizó la primera cuantificación neuronal de la corteza, estableciendo un total de diez mil millones de neuronas, nomenclatura utilizada en Europa también (en su segundo período en la Argentina, concluirá la cuatificación de todas las estructuras nerviosas). Fue pionero en estudios paleoneurobiológicos, comprobando la igualdad biológica del desarrollo del cerebro de los indígenas con el de los europeos (1904). Como profesor de la Universidad de Buenos Aires, promovió la actualización de los planes de estudio de la enseñanza médica y las prácticas curriculares; creó la técnica de disección del cerebro, los renombrados “Cortes de Jakob”, que hasta la actualidad se enseña en nuestras facultades de medicina. Fue miembro del círculo de naturalistas del Perito Moreno, de la Sociedad Científica Argentina (en el segundo período será incorporado en la nómina del Consejo Científico dela Institución) y de la Asociación Médica Argentina.
Su discípulo más destacado de este período fue José Tiburcio Borda (1869-1936).

#### Segundo período en Argentina: 1913-1956.
Por gestiones del Dr. José Esteves (1863-1927), quien en 1913 era director médico del Hospital Nacional de Alienadas (hoy, Hospital Nerupsiquiátrico Braulio Moyano), Christofredo Jakob regrea a la Argentina en febrero de ese año y toma el cargo de jefe del Laboratorio del Pabellón de Anatomía Patológica, hasta jubilarse en 1946. En este laboratorio, se extendía también la enseñanza médica de la Facultad de Medicina de la Universidad de Buenos Aires.
Durante este período y hasta su muerte, vivió en su casa de la calle Maure, número 2325, en el actual barrio de Palermo.
Resumen de su trabajo en el segundo período argentino: como profesor en la Facultad de Medicina de la UBA, impulsó la creación de materias electivas de otras carreras como la relación de la Psiquiatría con las Ciencias Jurídicas. En 1919 fue nombrado profesor titular de la cátedra de Anatomía Descriptiva, cargo rechazado por los estudiantes y profesores al considerar excesivo su nuesvo plan de estudios: la embriología. Fruto de la nueva disposición en el gobierno universitario tras la Reforma Universitaria de 1918, por primera vez los estudiantes formaban parte de las decisiones políticas y el intento de Jakob de incorporar oficialmente la embriología a los a los planes de estudio, no fue bien recibido. Pidieron la renuncia del profesor, quien cediendo al petitorio, no obstante, solicitó a la Facultad le sea permitido darla en cursos libres junto a planes de estudio abocados a la histofisiología que desde el primer período enseñaba. Durante los siguientes veinte años, dictó los cursos libres, es decir, sin remuneración y a modo extra curricular, con auditorios repletos. Por su trabajo El Embrión Humano (1942), recibió el Premio Holmberg en 1944. 
Desde este segundo período se incorpora oficialmente como profesor de la Facultad de Filosofía y Letras de la Universidad de Buenos Aires, siendo el primer académico en incorporar la Biología a las ciencias filosóficas y psicológicas; y en la Universidad Nacional de La Plata, en la Facultad de Humanidades y Ciencias de la Educación, donde incorporó oficialmente la metodología vigente hasta nuestros días de los apuntes de cátedra; y la Escuela Preparatoria de Medicina.
En materia médica, profundizó en la electrofisiología de la corteza cerebral y delimitó los arcos emergentes corticales fundamentales, transversales y verticales (1913); realizó el cultivo artificial del cerebro (1914); investigó la fisiología de la memoria (1933); destacó en el estudio ontogénico de la biología del sistema nervioso (1929-1939); se atrevió a una explicación sobre el origen de la consciencia (1945); detalló la naturaleza de la trasmisión nerviosa a través de procesos físico-químicos antes de que se acuñara el término neurotransmisores (1939-1946); realizó un mapeo genético, con el osado número de 24.000 genes para el ser humano, asombrosa aproximación del genoma del que recién supimos en el nuevo milenio (1942). Concluyó su investigación sistemática del sistema nervioso con la publicación de su obra maetra: la Folia Neurobiológica Argentina (1939-1946), 3 Atlas del cerebro humano y 5 Tomos: Neurobiología, El Pichiciego, El lóbulo frontal, El Yacaré y Documenta Biofilosófica. Los ocho volúmenes publicados por Jakob condensan el trabajo de casi medio siglo.
En 1915, impulsó la creación del cinturón periurbano de la ciudad de Buenos Aires (hoy Camino del Buen Ayre), con abundancia de  espacios verdes para que los habitantes de la urbe, en contacto con la neturaleza, desarrollen de manera sana su psiquismo (el proyecto se consolidó más de sesenta años más tarde). 
Jakob amplió otras virtudes durante este tiempo: como músico, tocaba la flauta traversa y el piano (actualmente conservado en el Hospital Moyano), instrumento con el que acompañaba sus disertaciones sobre el biodinamismo musical; como forense, siendo perito de la Justicia y promoviendo la relación de la Psiquiatría con las Ciencias Jurídicas mencionada anteriormente; como literato, publicando dos libros de poemas en 1932 y 1944 de temática neurobiológica, psicológica o filosófica; y como naturalista, investigando los recursos naturales: Biogeografía. En 1920 comenzó a viajar, primero por el Sur argentino: de un viaje a Tierra del Fuego y alrededores, plasmó con su tinta su profunda argentinidad: “llegamos a las islas Malvinas: a casa” (Jakob, 1924, p. 160). De la Patagonia, fue un decidido andinista. Pionero en la exploración de los alrededores del Cerro Tronador, por la zona bautizó el Cordón montañoso de los Cuernos del Diablo o lagunas como la Crettón y Jujuy. Hoy, dos lugares turísticos llevan su nombre: el Lago Jakob, a cuyas orillas se fundó el refugio de montaña General San Martín, y La mirada del doctor (en los alrededores del refugio Ilón). Colaboró con la Sociedad Geográfica en el trazado de mapas y redescubrió, en 1929, el Paso del Vuriloche. Además, estudió la topografía entre Aconcagua y el Tupungato, y de fomentar el turismo andino, principalmente en los jóvenes estudiantes. 
Su discípulo más destacado de este período fue Braulio Aurelio Moyano (1906-1959).
Christofredo Jakob, sabio maestro, primer neurocientífico argentino, fundador de la Escuela Neurobiológica germano-argentina, profesor de más de 40 generaciones, murió el 6 de mayo de 1956 en su casa de la calle Maure.   

## El legado jakobiano

### Patrimonio
Su obra bibliográfica, jamás publicada en una entrega, comprende alrededor de 250 trabajos, entre libros y artículos. De ellas descuellan los dos volúmenes en alemán y en castellano sobre el cerebro animal y en cerebro humano (1911-1913): Atlas del cebrero de los mamíferos de la Rapública Argentina, en coautoría con Clemente Onelli (1864-1924); y la monumental Folia Neurobiológica Argentina. Actualmente. Su obra bibliográfica se encuentra desparramada por diferentes bibliotecas del mundo.
Los dos laboratorios donde trabajara: en el Hospital Borda (1899-1910) y en el Hospital Moyano (1913-1946).

#### Situación actual de sus dos laboratorios (al 2024)
El primer laboratorio de neurociencias de la República Argentina, aún permanece de pie, no obstante, su vulnerable infraestrucuturapor la falta de inversión en su mantenimiento, a pesar de haber sido declarado Monumento Histórico Nacional. Está situado en el predio del actual Hospital Borda de la ciudad de Buenos Aires. La Colección patrimonial está compuesta de aparatología de la época, incluido el cerebrótomo original con el que Christofredo inventó la técnica de disección cerebral que lleva su nombre: los cortes de Jakob. Además de frascos de cerebros, sus murales gráficos (corroídos por la humedad y la falta de mantenimiento de las paredes), miles de fotografías y placas con preparados histológicos y embriológicos (no se ha realizado o publicado un inventario oficial).    
En el Hospital Moyano se encuentra el Pabellón de Anatomía Patológica que contiene el que fuera el laboratorio de Jakob. Hoy conservado como museo, la Colección se encuentra en mejores condiciones que la del vecino Hospital Bortal, sin embargo, insuficiente por la alta demanda que requieren en la conservación estas piezas. Encontramos aquí frascos con cerebros, estructuras anatómicas y animales; los famosos moldes de yeso de Jakob (los que en el Borda han desaparecido); su piano; algunos libros y abundantes fotografías. 
Ambos nosocomios pertenecen al Gobierno de la ciudad de Buenos Aires.   

### Principios jakobianos

#### El cerebro humano como producto histórico
Acordes están sus discípulos con Braulio Moyano en estimar Vom Tierhirn zum Menschenhirn (Del cerebro animal al cerebro humano, 1911 en alemán, 1913 en castellano), del cual fue coautor de una larga sección Clemente Onelli, como el mejor libro de Jakob. Su equivalente en castellano es el “Atlas del cerebro de los mamíferos de la República Argentina”, publicado en 1913. En la “Folia” explícita Jakob el ideal de reconstruir la génesis de la organización cerebral del hombre, su “encefalogonía biológica”. La epopeya vital comienza en el protoplasma unicelular. Su reactividad primordial o plasmopsiquismo, presente en las amebas y en la cigota, llegará a convertirse en el neuropsiquismo a través de los procesos de filogenia o evolución prehistórica y ontogenia o desarrollo individual. Los celenterados (pólipos) fueron los primeros organismos con sistemas neuroepiteliales, es decir nervios en la superficie corporal, especializados en la conducción de impulsos. Más tarde en la evolución, estos sistemas se reúnen en uno central, que es neuroganglionar (serie de ganglios) en los invertebrados más complejos y neurotubular (con tubo neural) en la serie que forman los tunicados, otros procordados, y vertebrados. El plan maestro es la sucesión de canales neuronales aferentes y eferentes ligados por elementos intercalares. Los primeros son los sistemas proyectivos que conducen los impulsos que entran y salen del sistema nervioso, macrodinamismos de carga y descarga,. Intercalados entre ambos extremos están los microdinamismos: redes interneuronales de creciente complejidad en la escala filética donde permanece la excitación nerviosa reverberante, como sustrato de la memoria de corto plazo. El sistema nervioso central de los vertebrados está organizado en tres niveles jerárquicos de reacciones arqui, paleo y neoneuronales. El sistema arquineuronal tiene función refleja inmediata, comprendiendo los arcos reflejos viscerales y somáticos. El sistema paleoneuronal, asiento de las funciones instintivas, ya es capaz de prolongar en el tiempo los efectos del estímulo (poder cronotrópico). Estos dos primeros niveles son hereditarios, y constituyen el sustrato de los filopsiquismos. Finalmente, el supremo sistema neoneuronal, al servicio de la conciencia, abarca dos sectores: la corteza límbica (introyente) y la corteza lateral (ambiente). Es aquí donde el cerebro sostiene los contenidos de la experiencia individual y los objetos intencionados por la voluntad: es el ontopsiquismo.

#### Filogenia de la corteza cerebral
Afirma Jakob que los primeros animales con vestigios de una corteza hemisférica son los anfibios y algunas formas de selacios, inicialmente en evolución palalela. Propone pues un origen polifilético del órgano cortical con tres tipos de realización: precórtex ependimario de los anfibios, córtex monoestratificado de reptiles y aves, y córtex poliestratificado de los mamíferos.
En cortes seriados del anfibio sin patas Caecilia lumbricoides (subfamilia Cecilidae) nota Jakob dos zonas corticales segmentarias: en la pared medial del hemisferio la formación ammónica, precursora del cuerno de Ammón o hipocampo cerebral de los animales superiores (según Jakob, participa de las funciones supremas para el olfato) y en el sector externo la formación lateral. En esta última, comprueba el esbozo de la estratificación cortical. Hay dos capas corticales originarias: una externa derivada del aparato rinencefálico (responsable del unir emociones y olfato) y una interna que es continuación del cuerpo estriado. Continuando el carácter de sus respectivas zonas de origen, la capa externa es de naturaleza sensitiva-receptora y la interna motora-efectora. Esta división se mantiene y persiste hasta el hombre, donde la estación de entrada de fibras corticópetas (es decir, las que dirigen a la corteza sus impulsos nerviosos) deriva del estrato fundamental externo (o capa exterior), mientras que los sistemas eferentes corticófugos se originan de derivados del estrato interno. Jakob llega pues a la concepción de que no hay cortezas exclusivamente motoras ni exclusivamente sensitivas. En el cerebro humano fetal, a los tres meses y medio, por el proceso de segmentación al nivel del rombencéfalo aparecen sucesivamente zonas corticales parasagitales (laterales) constituyendo las circunvoluciones primordiales. Estas, en orden filético, las descubre y sistematiza Jakob como segmentos ammónico, esplenial, ectomarginal, suprasilviano y ectosilviano. La sectorización o sistematización anátomo-fisiológica en sectores, en cambio, opera en sentido transverso a los segmentos, y resulta en la aparición de los sectores frontales, centrales, parietales, occipitales y temporales.

#### La creación del conjunto de los contenidos del psiquismo
La actividad suprema de la corteza humana, culminación de la serie filética, es la creación de la conciencia de contenidos objetales. La perspectiva del psiquismo de Jakob es pues una descripción objetal. Los objetos internos representan el mundo circundante y a la persona en él. Este conjunto de objetos internos es producto de la síntesis de las dos fuentes de estímulos vitales: la introyental (vegetativa simpática, que entona la información nerviosa del cuerpo propio) y la ambiental (somática, que representa al ambiente y al cuerpo a través de sus componentes sensomotores). Una importante derivación de esta concepción es la prioridad histórica que le cabe a Christofredo Jakob en la localización de las funciones viscerales en la corteza límbica. “Hambre y amor emiten desde la corteza límbica sus imperativos categóricos” (1911). Jakob describe las vías de llegada de las sensaciones viscerales desde el tallo cerebral a los cuerpos mamilares y de aquí vía el fascículo de Vicq D’Azyr al tálamo anterior y finalmente a la corteza del cíngulo. Elabora así el concepto de sistema límbico, veintiséis años antes de la aparición en 1937, apenas bocetada, de la teoría de Papez sobre los mecanismos centrales de la emoción. No obstante, el "circuito" es atribuido a este y conocido como " circuito de Papez" La clave del funcionamiento cortical es, según Jakob, su función cronotrópica. Dice: “...he ahí la quintaesencia cortical, su función cronotrópica; a esa simple fórmula matemática de extrapolación se reduce todo: si hay a, b, c y d, debe haber e y f”. Neurobiológicamente, los principios de este mecanismo son los macro y microdinamismos acoplados. La estimulación sensorial evoca un equivalente psicodinámico o gnosia por el cual poseemos los objetos formalmente. Los actos motores por los cuales se elabora la experiencia y que completan la noción del objeto son las praxias. Las gnosias residen en los microdinamismos post-rolándicos y las praxias en los pre-rolándicos. La creación de los contenidos mentales u objetos internos del mundo psíquico es la síntesis del a priori endógeno (introyente) con el a posteriori exógeno (ambiente). La estimulación multisensorial del ambiente es condición “sine qua non” para el fenómeno cortical creador de las representaciones, operando sobre el introyente y transformándolo. La dinámica heredada del introyente está dada en las dimensiones subjetivas del espacio, tiempo, y causalidad, que Jakob identifica con los a priori de la filosofía de Kant, el idealismo alemán (al que critica) y Schopenhauer. Frente a este “principio conservador” apriorístico, centro emotivo y sentimental del ser, se levanta el “principio variativo” a posteriori, abierto a los estímulos del mundo externo al cual se adapta para su realización volitiva. Ambas esferas maduran sintéticamente para engendrar la psicointegración del yo y su circunstancia. Braulio Aurelio Moyano fue el sucesor inmediato de Jakob en el Laboratorio de Anatomía Patológica del Hospital Nacional de Neuropsiquiatría, hasta su muerte en 1959. Se destacó especialmente por sus estudios clínico-neuropatológicos en demencias. Vivió en soledad ejemplar y franciscana en el mismo Hospital de Alienadas que hoy lleva su nombre.